# Dearly Beloved
Dearly Beloved es el sexto álbum de estudio de la banda estadounidense Daughtry. Fue lanzado el 17 de septiembre de 2021 a través de Dogtree Records. Es su primer álbum de estudio en tres años desde Cage to Rattle en 2018, y su primer álbum que no será lanzado por RCA Records. A Dearly Beloved Tour comenzará en noviembre de 2021 y contará con Sevendust y Tremonti como co-cabezas de cartel. Sin embargo, debido a la repentina muerte de la hijastra de Chris Daughtry, los primeros shows fueron reprogramados. También es el último álbum que presenta al bajista original Josh Paul y al baterista Brandon Maclin, quienes se fueron en 2022 y 2023, respectivamente.
Este disco marca un retorno de la banda a sus orígenes cercanos a hard rock y post-grunge

## Lista de canciones
| N.º | Título                | Producido (s) | Duración |  |
| 1.  | «Desperation»         |               | 4:48     |  |
| 2.  | «World on Fire»       |               | 3:38     |  |
| 3.  | «Heavy Is the Crown»  |               | 3:55     |  |
| 4.  | «Changes Are Coming»  |               | 3:41     |  |
| 5.  | «Dearly Beloved»      |               | 3:42     |  |
| 6.  | «Cry for Help»        |               | 3:32     |  |
| 7.  | «Asylum»              |               | 3:55     |  |
| 8.  | «Evil»                |               | 3:31     |  |
| 9.  | «The Victim»          |               | 3:41     |  |
| 10. | «Somebody»            |               | 3:40     |  |
| 11. | «Call You Mine»       |               | 4:15     |  |
| 12. | «Lioness»             |               | 3:35     |  |
| 13. | «Break into My Heart» |               | 3:49     |  |

Bonus track
| Walmart exclusive track |                                         |          |  |
| N.º                     | Título                                  | Duración |  |
| 14.                     | «Hunger Strike» (con Lajon Witherspoon) | 4:03     |  |

## Posicionamiento en lista
| Lista (2021)                          | Posiciones |
| ------------------------------------- | ---------- |
| Suiza (Schweizer Hitparade)           | 49         |
| Reino Unido (UK Independent Albums)   | 15         |
| Estados Unidos (Billboard 200)        | 50         |
| Estados Unidos (Independent Albums)   | 8          |
| Estados Unidos (Top Hard Rock Albums) | 4          |
| Estados Unidos (Top Rock Albums)      | 10         |
| US Billboard Top Album Sales          | 8          |
| US Billboard Current Album Sales      | 7          |